# Patrice Barazzutti
Patrice Barazzutti, né le 28 mars 1959 à Chartres (Eure-et-Loir), est un parachutiste sportif français.
Barazzutti fait partie de l'équipe de France sacrée plusieurs fois lors des premières éditions des Championnats du monde de voile contact.

## Biographie
Comme beaucoup d'enfants, Patrice Barazzutti pratique le football à Clévilliers, club voisin de Bailleau-l'Évêque où il vit. C'est en effectuant son service militaire chez les parachutistes à la base aérienne de Bricy puis à Bayonne et Mont-de-Marsan qu'il découvre le parachutisme. Aussi, quand il reprit la vie civile et cherche une alternative au ballon rond, il se tourne vers le Para club d'Eure-et-Loir en 1980. Trois ans plus tard (1983), il est engagé dans l'équipe de voile-contact du club. Deux ans après ses débuts (1985), Barazzutti et ses coéquipiers décrochent le titre de champion de France en « séquences à 4 ».
En 1986, Patrice Barazzutti est appelé pour un stage de sélection en équipe de France. Sa première qualification pour un championnat du monde en Australie lui arrive comme un cadeau, après avoir lutté toute l'année pour être titulaire dans l'équipe de « 8 vitesse ». Mais lors de la parade d'ouverture, de nuit la veille de la compétition, il se casse le poignet en atterrissant dans un arbre et voit ses coéquipiers remporter le titre mondial. Il continue alors de se battre et, à Vichy en 1988 pour les seconds Mondiaux, il fait partie des huit tricolores le jour J. Mais l'ambiance n'est pas bonne et la France termine au pied du podium (4e). Deux ans plus tard en Thaïlande, les Français jouent encore le titre et leur deuxième place est considérée comme un échec.
Lors des JO 1992 à Barcelone, il participe à une démonstration et rencontre sa future femme. En 1992, le staff tricolore met tous les moyens pour réussir le mondial organisé en Chine. Barazzutti et ses trois coéquipiers sont sacrés en « 4 rotation ». En « 8 vitesse », les Tricolores se contentent de la médaille d'argent. Travaillant au Conseil général d'Eure-et-Loir, il pense à arrêter sur ce titre mondial mais rempile. De retour en Australie en 1994, la réussite est cette fois de son côté avec les mêmes résultats (or en « 4 rotation » et argent en « 8 vitesse »). En 1996, dix ans après ses débuts internationaux, il s'aligne pour ses derniers mondiaux en Indonésie. C'est le temps de la génération dorée, l'équipe de France truste tous les titres. L'Eurélien s'adjuge de nouveau le « 4 rotation » et enfin le « 8 vitesse ». Il se retire du parachutisme, qui ne rapporte pas d'argent, sur ces deux médailles d'or. La même année, pour la sixième et dernière fois avec l'équipe de France, il bat le record de la plus grande formation.
Cette expérience lui permet ensuite de faire de ce sport son métier en dirigeant des centres en Alsace, dans le Gard et ensuite à Maubeuge,,.

## Palmarès
Championnats du monde de voile contact (4)
- 4-rotations
  - Champion en 1992, 1994 et 1996
- 8-vitesse
  - Champion en 1996
  - Second en 1992 et 1994
  - 4e en 1988

Championnat de France (?)
- Champion en 1985

Record du monde (24)
- Plus grande formation (6) : ?
- 4 rotation (9) : 1992 (19 figures)[3], 1994 (21 figures)[3], 1996 (22 figures)[3]
- 8 vitesse (9) : 1994 (29 s 28)[3], 1996 (27 s 29)[3]